# Rhadinus tewfiki
Rhadinus tewfiki là một loài ruồi trong họ Asilidae. Rhadinus tewfiki được Efflatoun miêu tả năm 1937. Loài này phân bố ở vùng Cổ Bắc giới.